# Pietro Serantoni

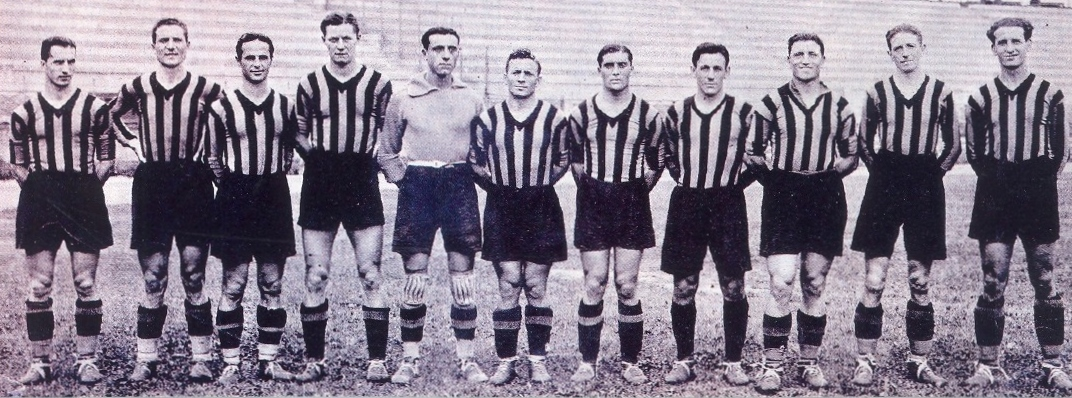
A Internazionale, então chamada Ambrosiana-Inter, na temporada 1933-34. Serantoni é o sexto jogador, da esquerda para a direita, entre o goleiro Carlo Ceresoli e Giuseppe Meazza, também campeões da Copa do Mundo FIFA de 1938.

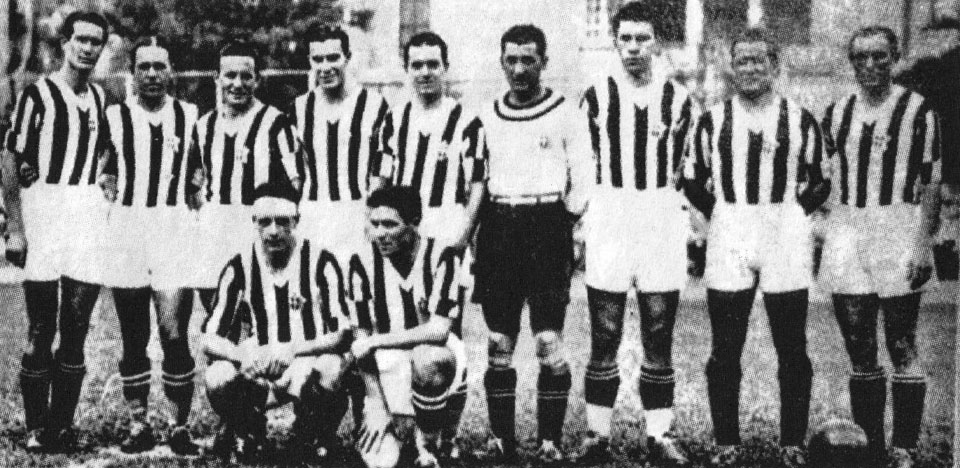
A Juventus na temporada 1935-36. Serantoni é o terceiro jogador em pé, da esquerda para a direita.

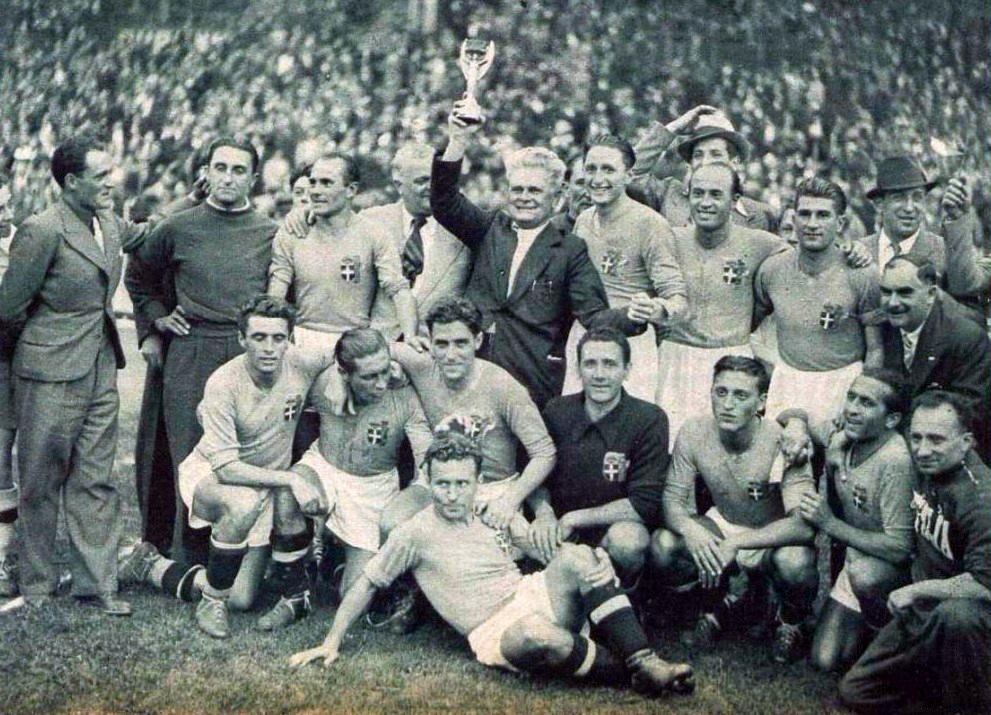
O treinador Vittorio Pozzo com a taça Jules Rimet, rodeado por seus jogadores após a final da Copa do Mundo FIFA de 1938. Serantoni é o jogador sentado.

Pietro Serantoni (Veneza,12 de dezembro de 1906 – Roma, 6 de outubro de 1964) foi um futebolista e treinador de futebol italiano, sendo um dos médios titulares da seleção de seu país campeã da Copa do Mundo FIFA de 1938. Baixo, medindo 1,65 metros, e sem possuir maior técnica, compensava tais condições com seu grande fôlego, seu forte: parecia interminável. Serantoni era o mais velho dos titulares e também foi o primeiro deles a falecer, em 1964.
Na época do mundial, defendia a Roma, sendo o único representante deste clube nos titulares. Já havia defendido antes Internazionale e Juventus, quando estas duas equipes ainda não faziam o Derby D'Italia, rivalidade que só viria a ser fomentada na década de 1960.

## Carreira

### Clubes
Nascido em Veneza, despontou na equipe da cidade, o Venezia, transferindo-se em 1929 à Internazionale, que naquele mesmo ano foi renomeada como Ambrosiana por pressão do regime fascista. Em sua primeira temporada, conseguiu ser campeão italiano, marcando inclusive os dois gols de vitória por 2-0 no clássico com o Milan, além de outros quatorze naquele campanha. A Inter ficou dois pontos acima do Genoa, na época o maior campeão, com nove títulos. O time de Milão, por sua vez, obtinha o troféu pela terceira vez, a primeira após dez anos. Igualava-se ao rival Milan, desde a década de 1900 possuidor de três conquistas, e seguia atrás também das sete do Pro Vercelli.[carece de fontes?]
Entre as temporadas 1930-31 e 1934-35, porém, o campeonato foi dominado pela Juventus, que acumulou um então recordista pentacampeonato, só superado entre 2012 e 2017 pelo hexacampeonato do mesmo clube. O time de Turim, que até então tinha dois títulos, abaixo da Inter, chegou assim a sete.[carece de fontes?] O ciclo fez a Juve naturalmente compor a base da seleção italiana na época, o que não impediu que Serantoni estreasse pela Azzurra em 1933.[carece de fontes?]
Em 1934, Serantoni transferiu-se à própria Juventus, que ainda não fazia com a Inter o chamado Derby D'Italia, só fomentado na década de 1960. Participou do último título do pentacampeonato, no qual contribuiu com seis gols nas quinze partidas em que foi usado. A vice-colocada, por dois pontos, foi justamente a Ambrosiana-Inter. Com a conquista, a equipe igualou-se às sete taças do Pro Vercelli.[carece de fontes?]
A Juventus não manteve a regularidade na temporada subsequente, terminando em quinto. Serantoni chegou a marcar no duelo com o ex-clube da Ambrosiana, mas converteu somente outro único gol. O campeão foi o Bologna, um ponto à frente da Roma.[carece de fontes?] A equipe da capital foi a partir da próxima temporada o novo clube de Serantoni. Marcou três gols, incluindo sobre a própria Juventus e no Derby della Capitale contra a Lazio, ambas derrotadas por 3-1. A Roma ficou somente na décima colocação, mas foi finalista da Copa da Itália.[carece de fontes?]
Na temporada seguinte, a de 1937-38, os giallorossi terminaram em sexto. Mas Serantoni, desde 1936 uma peça mais regular na seleção, terminou convocado à Copa do Mundo FIFA de 1938.[carece de fontes?] Eraldo Monzeglio, Guido Masetti (ambos presentes na Copa do Mundo FIFA de 1934) e Aldo Donati foram outros romanistas convocados, mas somente Serantoni foi titular.
Após a Copa, Serantoni defendeu a Roma por mais duas temporadas, sem que a equipe chegasse a brigar pelo título. Seguiu carreira em clubes modestos, parando de jogar em 1947, no Padova.[carece de fontes?]

### Seleção
Serantoni estreou pela Itália em 12 de fevereiro de 1933, em vitória por 3-2 sobre a Bélgica em Bruxelas. Na época, defendia a Ambrosiana-Inter.[carece de fontes?] A Juventus estava no ciclo do seu pentacampeonato e compunha a base da seleção, dominando a convocação à Copa do Mundo FIFA de 1934. O terceiro jogo de Serantoni pela Azzurra foi precisamente no único compromisso dele nas eliminatórias. Foi a única vez em que o país-sede precisou joga-las, vencendo por 4-0 a Grécia já em 25 de março de 1934.
Apesar da goleada e da classificação, Serantoni acabou não convocado ao mundial de 1934. Voltou a defender a seleção ainda naquele ano, em novembro, já como jogador da Juventus. Passou, porém, cerca de dois anos ausente, entre a vitória por 4-2 sobre a Hungria em 9 de dezembro de 1934 em Milão e o empate em 2-2 com a Alemanha em Berlim, em 15 de novembro de 1936. A partir desse retorno, obteve maior frequência nas partidas e disputou todos os jogos da Itália na Copa do Mundo FIFA de 1938, sempre compondo a linha média com Miguel Andreolo e Ugo Locatelli.[carece de fontes?]
Na decisão, participou do início do rápido contra-ataque que resultou no primeiro gol da partida, já aos 8 minutos; e depois foi essencial para o setor defensivo conter o ímpeto da Hungria quando o oponente conseguiu diminuir para 3-2 ainda aos 15 minutos do segundo tempo, a ponto de os magiares não aparentarem ameaça séria ao título.
Após a Copa, Serantoni, que era o jogador mais velho dos titulares, jogou somente mais três vezes pela Itália. A última foi em 13 de maio de 1939, em empate em 2-2 com a Inglaterra em Milão,[carece de fontes?] algo honroso: na época, as nações britânicas julgavam-se de direito as melhores, ausentando-se voluntariamente das competições fora de suas ilhas. Era costume a Inglaterra convidar candidatas a melhor do mundo para enfrenta-la; como costumava vencer, mantinha a postura prepotente, só alterada após ser derrotada pela primeira vez em casa para uma seleção não-britânica — a Hungria de Ferenc Puskás, em 1953.

## Títulos

### Internazionale
- Campeonato Italiano de Futebol: 1929-30

### Juventus
- Campeonato Italiano de Futebol: 1934-35

### Seleção Italiana
- Copa do Mundo FIFA: 1938